# Diocesi di Chosica
La diocesi di Chosica (in latino Dioecesis Chosicana) è una sede della Chiesa cattolica in Perù suffraganea dell'arcidiocesi di Lima. Nel 2021 contava 1.899.400 battezzati su 2.227.818 abitanti. È retta dal vescovo Jorge Enrique Izaguirre Rafael, C.S.C.

## Territorio
La diocesi comprende 7 distretti nella parte nord-orientale della provincia di Lima: San Juan de Lurigancho, Santa Anita, Ate, Chaclacayo e Lurigancho-Chosica; nonché la provincia di Huarochirí nella regione di Lima.
Sede vescovile è la città di Huaycán, nel distretto di Ate, dove si trova la cattedrale di Sant'Andrea di Huaycán.
Il territorio è suddiviso in 30 parrocchie.

## Storia
La diocesi è stata eretta il 14 dicembre 1996, ricavandone il territorio dall'arcidiocesi di Lima.
Il 22 marzo 2000 è stato istituito il seminario diocesano, dedicato a san Martino de Porres.
Il 6 luglio 2001 la diocesi si è ampliata, estendendo la sua giurisdizione a quattro parrocchie, corrispondenti alla provincia di Huarochirí, che precedentemente appartenevano alla prelatura territoriale di Yauyos.

## Cronotassi dei vescovi
Si omettono i periodi di sede vacante non superiori ai 2 anni o non storicamente accertati.
- Norbert Klemens Strotmann Hoppe, M.S.C. (11 gennaio 1997 - 27 dicembre 2023 ritirato)
- Jorge Enrique Izaguirre Rafael, C.S.C., dal 27 dicembre 2023

## Statistiche
La diocesi nel 2021 su una popolazione di 2.227.818 persone contava 1.899.400 battezzati, corrispondenti all'85,3% del totale.
| anno | popolazione | popolazione | popolazione | presbiteri | presbiteri | presbiteri | presbiteri                | diaconi | religiosi | religiosi | parrocchie |
| anno | battezzati  | totale      | %           | numero     | secolari   | regolari   | battezzati per presbitero | diaconi | uomini    | donne     | parrocchie |
| ---- | ----------- | ----------- | ----------- | ---------- | ---------- | ---------- | ------------------------- | ------- | --------- | --------- | ---------- |
| 1999 | 1.234.497   | 1.371.661   | 90,0        | 88         | 25         | 63         | 14.028                    |         | 75        | 343       | 23         |
| 2000 | 1.271.529   | 1.412.806   | 90,0        | 80         | 19         | 61         | 15.894                    |         | 89        | 343       | 23         |
| 2001 | 1.330.750   | 1.481.100   | 89,8        | 82         | 20         | 62         | 16.228                    |         | 98        | 353       | 23         |
| 2002 | 1.361.768   | 1.600.266   | 85,1        | 91         | 33         | 58         | 14.964                    |         | 101       | 343       | 28         |
| 2003 | 1.361.768   | 1.602.244   | 85,0        | 99         | 35         | 64         | 13.755                    |         | 158       | 342       | 28         |
| 2004 | 1.509.405   | 1.760.005   | 85,8        | 109        | 43         | 66         | 13.847                    |         | 162       | 340       | 28         |
| 2006 | 1.531.150   | 1.780.000   | 86,0        | 137        | 42         | 95         | 11.176                    |         | 195       | 368       | 28         |
| 2013 | 1.706.000   | 1.931.000   | 88,3        | 131        | 47         | 84         | 13.022                    |         | 246       | 471       | 30         |
| 2016 | 1.716.000   | 2.145.000   | 80,0        | 150        | 54         | 96         | 11.440                    |         | 212       | 693       | 30         |
| 2019 | 1.891.000   | 2.217.000   | 85,3        | 147        | 66         | 81         | 12.863                    |         | 198       | 421       | 30         |
| 2021 | 1.899.400   | 2.227.818   | 85,3        | 124        | 57         | 67         | 15.317                    |         | 147       | 386       | 30         |